# 河內省
河內省（越南语：／），是越南1831年至1902年之間的一個省份。阮朝自主時期涵蓋今天的河內市東部和河南省大部。

## 建置沿革
河內省的前身是后黎朝的山南承宣和山南处（山南鎮）。西山朝時，山南鎮分為山南上鎮和山南下鎮。阮朝明命三年（1822年），明命帝改山南下鎮為南定鎮，而山南上鎮復名山南鎮。
明命十二年（1831年），阮朝分設省轄，改山南鎮為河內省，下轄懷德府、應和府、常信府和里仁府4府，共15縣。懷德府下轄壽昌縣、永順縣、慈廉縣，常信府下轄上福縣、青池縣、富川縣，應和府下轄青威縣、彰德縣、山明縣、懷安縣，里仁府下轄南昌縣、維先縣、平陸縣、金榜縣、青廉縣。
明命十三年（1832年），以南昌縣、平陸縣增設里仁分府，以彰德縣、青威縣增設應和分府。
嗣德五年（1852年），廢除里仁分府和應和分府。
嗣德三十年（1877年），以應和府彰德縣、懷安縣和山西省國威府美良縣析設美德道，隸屬河內省管轄。
建福元年（1884年），山西省國威府丹鳳縣劃歸懷德府管轄。同年，避咸宜帝諱，山明縣改名為山朗縣。
同慶三年（1888年）四月，美德道改設為美德府，仍隸河內省管轄，撤銷彰德縣，4總與懷安縣合併為安德縣，3總與美良縣合併為彰美縣。10月1日，以懷德府永順縣、壽昌縣2縣割讓給法國，殖民政府設立為河內市。
成泰二年（1890年）三月，以里仁府南昌縣、平陸縣、青廉縣設為廉平府，劃歸南定省管轄。九月，殖民政府又以里仁府金榜縣、維先縣和南定省廉平府3縣析置河南省。再改美德府為美德道。
成泰三年（1891年），復改美德道為美德府。
1896年12月26日，河內省蒞遷至青威縣梂多社（今屬河東郡），並因此於1902年5月3日改名為梂多省。1904年12月6日，梂多省再改名為河東省。

## 行政区划
1902年，河內省下轄懷德府（兼理慈廉縣）、常信府（兼理上福縣）、應和府（兼理山朗縣）、美德府（兼理安德縣）、丹鳳縣、彰美縣、青池縣、富川縣、青威縣4府9縣。